# Yara Martinez
Pour les articles homonymes, voir Martinez.
Yara Martinez est une actrice de télévision américaine née le 31 août 1979 à Porto Rico. Elle a joué le rôle de Luisa Alver dans la série comique Jane the Virgin.

## Filmographie

### Cinéma
- 2007 : Hitcher (long-métrage) : Beth
- 2017 : Last Night in Rozzie (court-métrage) : Pattie Ortiz
- 2019 : Huracán (long-métrage) : Isabela Villalobos

### Télévision

#### Séries télévisées
- 2006 : Philadelphia (saison 2, épisode 10) : Kelly (non créditée)
- 2006 : Vanished (saison 1, 4 épisodes) : Annie
- 2007 : The Unit : Commando d'élite (saison 3, épisodes 5 à 11) : Annie
- 2008 : Urgences (saison 14, épisode 14) : Mia
- 2009 - 2011 : Southland (7 épisodes) : Mariella Moretta
- 2010 : Les Experts : Manhattan (saison 7, épisode 4) : Lisa Brigosa
- 2010 : Chase (saison, épisode 10) : Karen Nelson
- 2011 : Los Angeles, police judiciaire (saison 1, épisode 20) : Soledad Alvarado
- 2011 et 2012 : Breakout Kings (saisons 1 et 2, 3 épisodes) : Marisol
- 2012 : Hollywood Heights (saison 1, 26 épisodes) : Kelly
- 2012 - 2013 : The Lying Game (saisons 1 et 2, 10 épisodes) : Theresa Lopez
- 2013 : Nashville (saison 1, épisodes 9 et 10) : Carmen Gonzalez
- 2013 : Esprits criminels (saison 8, épisode 21) : Tara Rios
- 2013 : Hawaii 5-0 (saison 3, épisode 24) : Lyla Simmons
- 2013 : Le Diva du divan (saison 3, épisode 10)
- 2013 - 2014 (saisons 1 et 2)  : Alpha House : Adriana de Portago
- 2014 - 2019 : Jane the Virgin (saisons 1 à 5, 44 épisodes) : Dr Luisa Alver
- 2015 : True Detective (saison 2, 6 épisodes) : Felicia
- 2016 : Rosewood (saison 1, épisode 17) : Julia Delgado
- 2016 - 2019 : The Tick (saisons 1 et 2, 22 épisodes) : Miss Lint / Janet
- 2016 - 2022 : Bull (saisons 1 à 5, 24 épisodes) : Isabella "Izzy" Colón
- 2017 : I Love Dick (saison 1, 5 épisodes) : Mercedes
- 2018 : This Is Us (saison 3, épisode 8) : Amber
- 2020 : Deputy (saison 1, épisodes 1 à 13) : Dr Paula Reyes
- 2024 : Chicago P.D. : Gloria Perez (3 épisodes)

#### Téléfilms
- 2006 : Faceless : Mari Reynosa
- 2008 : The Apostles : Erin McBride
- 2008 : Spaced : Vivienne
- 2009 : Boldly Going Nowhere : Ruby
- 2010 : A Walk In My Shoes : Molly, l’ange